# 남면중학교
남면중학교(南面中學校)는 대한민국 충청남도 태안군 남면 달산리에 있는 공립 중학교이다.

## 학교 연혁
- 1971년 12월 27일 : 서남중학교 설립인가(9학급)
- 1972년 3월 1일 : 개교 및 입학식
- 2000년 12월 19일 : 농어촌 현대화 시범학교 준공 및 학교이전
- 2001년 3월 1일 : 남면지역 농·어촌 현대화 시범학교 통합개교(남면초·서남중학교)
- 2004년 3월 1일 : 남면초ㆍ서남중학교에서 남면초ㆍ중학교로 교명 변경
- 2023년 9월 1일 : 제13대 전기형 통합학교장 부임
- 2023년 2월 7일 : 졸업식 (14명)
- 2024년 3월 4일 : 입학식 (12명)

## 참고 자료
- 남면중학교 - 한국교육학술정보원 학교알리미